# أندريا دوريا
أندريا دوريا (أونيليا، 30 نوفمبر 1466 - جنوا، 25 نوفمبر 1560) كوندوتييرو وأمير بحر وسياسي إيطالي بجمهورية جنوا.

## السيرة
ولد أندريا في إقطاعية والده شيفا، وتيّتم بعمر السابعة عشر. في ذلك العصر كان على الشاب النبيل إن أراد تحسين وضعه أحد مسارين؛ إمـّا المهنة العسكرية وإما الوظيفة الكنسية. اختار أندريا أن يصبح جندياً.
أندريا دوريا سليل بيت من أعرق بيوتات جنوا الإيطالية، ورث عن أبيه وجدّه حَب المغامرة البحرية، عشق ركوب الأمواج واقتحام الأخطار بين الأشرعة المنشورة والزوابع الثائرة وَدُونِ المدافع وبوارق السيوف. لم تكن تهمّه هوية العاهل الذي كان يعمل تحت رايته شرط أن يكون مسيحياً مقاتلاً، فكان مثالاً لمرتزقٍ نبيلٍ (كوندوتييرو) من عصر النهضة. عمل أولاً تحت لواء مدينته الأم جنوا، ثم خدم ملك فرنسا «فرنسوا الأول» الذي سلمه قيادة أساطيله. ثم دخل في خدمة الإمبراطور «شارلكان» الذي كان يحكم يومئذٍ أضخم دولةٍ مسيحيةٍ في أوروبا وأقواها. ولمه 3 المرجع حرب الثلاماله سنة / أحمد توفيق الدقي ص 220 - 221
توجه إلى روما حيث يترأس ابن عمه نيكولو دوريا حرس البابا إنوسنتيوس الثامن. وحصل بفضل قرابته على وظيفة برتبة ضابط واستمر إلى وفاة إنوسنتيوس في عام 1492. 

بدأ مشواراً حقيقياً كمرتزق بخدمة آل مونتيفلترو، والأراغونيين، وجوفاني ديلا روفيري حاكم سينيغاليا ابن شقيق البابا سيكستوس الرابع وشقيق بابا المستقبل يوليوس الثاني.
سنة 1503 تولى قيادة القوات الجنوية التي كانت تخمد ثورةً في جزيرة كورسيكا، وبعد حملةٍ طويلةٍ تمكن من دحر المتمردين والقبض على زعيمهم رانوتشو ديلا روكا.
جاءت حادثة البريليا لتكرس بصفةٍ دائمةٍ في جنوا صورة الكوندوتييرو المحنك. ذلك الوقت كانت جنوا تحت سيطرة الفرنسيين الذين أبقوا في المدينة حاميتين في كلٍّ من حصني كاستليتو والبريليا المطل على المرفأ واضعةً إياه في مرمى نيران مدافعها.
بعد معركة رافينا (1512)، انضم دوريا للحزب المناهض للفرنسيين في جنوا بقيادة جانو فريغوزو. أرسل الفرنسيون إلى البريليا سفينةً حربيةً عرقلت المرور إلى الميناء، فقاد دوريا قائد الأسطول والميناء شخصياً هجوماً انتهى بالاستيلاء على السفينة.
عاد الفرنسيون إلى جنوا واستعادوا حصن البريليا، فلجأ دوريا والأسطول إلى لا سبيتسيا. تراجعت حظوظ الفرنسيين مرة أخرى بعد فترة وجيزة، بهزيمة نوفارا على يد السويسريين حلفاء البابا. فعاد أندريا دوريا إلى جنوا ليساعد أوتافيانو فريغوزو على تنصيب نفسه دوقاً جديداً ويدمّر حصن البريليا نهائياً.

## على البحر
لئن دخل أندريا دوريا البحرية متأخراً و قد تجاوز الأربعين عاماً، إلا أنه أبلى جيداً: فقد جـُدّد له قائداً للأسطول، وبدأ القيام بدوريات في البحرين الليغوري والتيراني ضد عمليات الجهاد البحري للمسلمين التي شكلت تهديداً خطيراً لمصالح الدول الأوروبية . حقق أبرز نجاحاته بجزيرة بيانوزا ، حيث دَمـّر إلى جانب ابن عمه فيليبينو دوريا العديد من سفن أسطول المجاهد غودولي (كوردوغلو مصلح الدين ريس) (Godoli) وهي راسية في ميناء بنزرت في الصباح. ولكن في أثناء القتال تمكن كوردوغلو من الاستيلاء على ستة قوادس (Galley) فرنسية تم استخدامها لاحقاً أثناء الفتح العثماني لمصر عام 1517م. نزلت قوات جنوة في ميناء بنزرت ولكن تم صدهم من قبل العثمانيين والتونسيين فأُجبروا على التراجع بعدما فقدوا قادسين (Galley) من سفنهم.
في غضون ذلك تغير الوضع الإيطالي مرة أخرى . فقد هزم الفرنسيون بقيادة الملك الجديد فرانسوا الأول السويسريين في مالنيانو (1515). فوافق أوتافيانو فريغوزو على تسليم جنوة لفرانسوا، الذي أبقاه حاكماً للمدينة مما سمح لأندريا دوريا بالبقاء في قيادة الاسطول لمحاربة مجاهدي البحر المسلمين وأهمهم الأخوين عروج وخير الدين بربروس، والذين كانت له معهم جولات عديدة وكبرة لكن التاريخ يشهد بأنه لم ينتصر عليهم مرة واحدة.

## الحروب ضد الامبراطورية
لم يكن فرانسوا الأول ليكون اللاعب الوحيد في بداية ذلك القرن. فقد ظهر شارل الخامس . ابن فيليب الوسيم دوق بورغونيا وخوانا الأولى الملقبة بالمجنونة ابنة الملوك الكاثوليك و ملكة قشتالة.
ورث شارل المولود في عام 1500 لدى وفاة والده (1506) فرانش كونته (أصبحت دوقية بورغونيا نفسها فعلياً حيازة الفرنسية) ، ومن جده من أمه فرناندو الثاني ممالك أراغون ونابولي وصقلية . كما أصبح حاكم قشتالة نيابة عن أمه - التي يـُزعم كما يتضح من اسمها الذي التصق بها تاريخياً أنها كانت تعاني من مرض عقلي شديد حزناً على وفاة زوجها.
ثم ورث شارل ممتلكات جده ماكسيمليان الأول النمساوية ، و تمكن بفضل الدعم المالي من عائلة فوغر من أن يـُنتخب إمبراطوراً ، متوفقاً على المرشحين الآخرين بمن فيهم فرانسوا الأول.
صار شارلكان بعـُمر التسعة عشرة أهم حكام أوروبا ، و إن كانت الأراضي الشاسعة التي يحكمها متحدة في شخصه فقط ، لكونها مختلفة في الثقافة والتقاليد والتاريخ . بدأ بذلك الخلاف بين شارل وفرانسوا من أجل الهيمنة على القارة.
في سنة 1522م، هزمت القوات الإمبراطورية الفرنسيين في معركة بيكوكا ، فاحتلت على إثرها القوات الأسبانية بقيادة بروسبيرو كولونا جنوا و أخذت تنهبها .

### في خدمة فرانسوا الأول
تمكن دوريا و أسطوله مرة أخرى من الإبحار قبل وصول العدو . وجدوا ملاذاً بمعقل آل غريمالدي في موناكو ، و بدأ أمير البحر بتوجيه الضربات على السواحل التي يحتلها الإسبان منتقلاً من نجاح إلى آخر ، و استطاع تجنب استسلام مرسيليا التي أحاطت بها القوات الإمبراطورية .
كانت انتصارات دوريا من دون جدوى . إذ خسر فرانسوا الأول معركة بافيا الحاسمة في سنة 1525 ، و اعتقل و نقل إلى مدريد.